# DB-Baureihe 705
Die Baureihe 705 umfasst Bahndienstfahrzeuge der DB Netz, die insbesondere zur Instandhaltung der langen Tunnel auf den Schnellfahrstrecken dienen. Sie werden daher auch als Tunnelinstandhaltungsfahrzeug (TIF) bezeichnet.

## 705001
1992 wurde das Fahrzeug 705 001 von der deutschen Plasser mit der Fabriknummer 2454 an die damalige Deutsche Bundesbahn ausgeliefert.

### Konstruktion
Der Aufbau wird durch einen geschweißten Rahmen getragen. Die Arbeiter können das Dach begehen und die Geländer auf dem Dach sind umklappbar. Auf dem Dach wurde auch eine Hubdrehbühne angebracht. Der Triebwagen führt auch einen Hubsteiger mit sich, der bis zu 11 m über die Schienenoberkante gehoben werden kann.
Im Innenraum des Wagenkastens sind Führerstände, ein Mehrzweckraum, ein Aufenthaltsraum und eine Nasszelle installiert worden.
Bei Streckenfahrten treibt ein Zwölfzylinder-Dieselmotor BF 12L513C von KHD das Fahrzeug an. Während einer Untersuchungsfahrt sorgt ein Vierzylindermotor BF 4L1011T von KHD mit einer Leistung von 44 kW für die Fortbewegung des Fahrzeuges.

## Baureihe 705.1
Die Fahrzeuge der Baureihe 705.1 stellen eine neue Generation von Instandhaltungsfahrzeugen dar, die neben der Tunnelinstandhaltung auch zur Schneeräumung sowie als Gleisarbeitsfahrzeug zum Einsatz kommen. Daher werden sie auch als Multifunktionales Instandhaltungsfahrzeug (MISS) bezeichnet. Drei Kräne mit einer Reichweite von bis zu 14,5 m sind installiert. Ein erstes Exemplar wurde auf der InnoTrans 2016 in Berlin präsentiert.
Im Jahr 2016 lieferte Plasser & Theurer die Fahrzeuge 705 101 und 705 102 (Fabriknummern 6358 und 6359) an die DB Netz aus.
Die beiden Tunnelinspektionsfahrzeug (TIF) der Baureihe 705.1 wurden 2016 durch Plasser & Theurer gefertigt. Sie sollen mit ETCS ausgerüstet werden. Für den Digitalen Knoten Stuttgart kann die ETCS-Ausrüstung eines Fahrzeugs durch den Bund gefördert werden.

## Baureihe 705.2
Anfang 2017 erhielt DB Netz die ersten beiden Fahrzeuge der Baureihe 705.2. Diese sind als Multifunktionales Instandhaltungsfahrzeug Streckeninfrastruktur (MISS) für den Einsatz auf den Neubaustrecken VDE 8.1 (Neubaustrecke Ebensfeld–Erfurt) und VDE 8.2 (Neubaustrecke Erfurt–Leipzig/Halle) vorgesehen und bei den Produktionsdurchführungen Erfurt und Halle stationiert. Sie können Schienen bis 20 m Länge transportieren, Schnee mittels anbaubarer Fräse, Pflug oder Besen räumen, Tunnelwände inspizieren sowie mit einem Schwellenfachgreifer arbeiten. Eine Arbeitsplattform erlaubt den Transport von Material und Arbeitsgeräten. Weiterhin sind zwei Krane mit Arbeitskorb installiert. Das Fahrzeug bietet Platz für elf Personen.
Nach Zulassung durch das Eisenbahn-Bundesamt ist ein Probebetrieb ab August 2017 geplant.
Die ebenfalls von Plasser & Theurer produzierten Fahrzeuge mit den Fabriknummern 6463 und 6464 verkehren als 705 201 (Standort Erfurt) und 705 202 (Standort Halle). Für die Schnellfahrstrecke Erfurt–Nürnberg hat DB Netz insgesamt drei Fahrzeuge angeschafft.
Zusammen mit den Fahrzeugen der Baureihe 705.1 sollen bis November 2017 insgesamt 12 MISS-Fahrzeuge ausgeliefert werden.